# 반소 (소송)
반소(反訴, 독일어: widerklage, 영어: counterclaim, countercharge)는 소송의 계속 중에 피고가 원고에게 본소청구 또는 이에 대한 방어방법과 견련관계가 있는 새로운 청구를 하기 위해 동일한 절차에서 제기하는 소송이다. 예를 들어 갑이 을에게 백과사전의 매매대금을 요구하는 소송을 제기했는데 사전을 받지 않은 을은 갑에게 사전을 인도 받지 않았다고 항변하면서 A에게 물품인도를 청구하는 소송을 반소로 제기하여 본소와 함께 심판받을 수 있다.

## 요건

### 본소와의 관련성
반소의 목적이 된 청구가 본소의 청구 또는 방어의 방법과 서로 관련이 있어야 하나 원고가 본소로 대여금 청구를 했는데 반소로 바로 그 대여금의 부존재의 확인을 구하는 것과 같이 원고의 청구기각신청 이상의 아무런 적극적 내용이 포함되어 있지 않은 경우는 반소로서의 청구 이익이 없어 허용되지 않는다.
반소의 목적이 된 청구가 다른 법원의 관할에 속하지 않아야 한다.

### 본소 절차를 현저히 지연시키지 않을 것
피고는 소송절차를 현저히 지연시키지 않는 경우에만 반소를 제기할 수 있다.

### 본소의 사실심 변론종결 전일 것
피고는 변론 종결 때까지 본소가 진행 중인 법원에 반소를 제기할 수 있다.

## 종류

### 단순 반소
단순반소는 본소청구의 인용여부와 관계없이 본소의 소송계속을 이용하여 피고가 원고에게 제기하는 반소를 가리킨다

### 예비적 반소
에비적 반소는 예컨대 원고가 매매대금지급을 청구하고 있는 경우에 피고가 본소가 인용될 때를 대비하여 매매목적물의 인도를 청구하는 경우와 같이 본소의 인용에 대비하는 일종의 조건부 반소를 말하며
i) 본소청구가 취하, 각하되는 경우에는 반소청구도 소멸하며
ii) 본소인용의 예비적 반소에서 본소청구가 기각되면 반소청구의 판단을 요하지 않는다
iii) 제1심에서 소의 이익이 없음을 이유로 원고의 본소와 피고의 반소를 모두 각하하였고, 이에 대하여 원고만이 불복 항소한 경우 예비적 반소도 본소청구와 함께 차단되고 이심되며, 심판대상이 된다고 할 것이다.
왜냐하면 예비적 반소는 본소가 인용될 때를 대비한 조건부 청구이고, 따라서 항소심으로서는 원고의 항소를 받아들여 원고의 본소청구를 인용한 이상 피고의 예비적 반소청구를 심판대상으로 삼아 이를 판단하였어야 하기 때문이다.

## 항소심 반소
항소심에서는 상대방의 심급의 이익을 해할 우려가 없는 경우 또는 상대방의 동의 내지 이의없는 응소가 있는 경우에만 제기할 수 있다

### 상대방의 심급의 이익을 해할 우려가 없는 경우
중간확인의 반소, 본소의 청구원인을 같이 하는 반소, 제1심에서 충분히 심리한 쟁점과 관련된 반소, 항소심에서 추가된 예비적 반소의 경우가 이에 해당한다.

## 상호관련성
1. 반소청구가 본소청구와 같은 법률관계의 형성을 목적으로 하는 경우
2. 본소와 반소가 그 청구원인이 동일할 때
3. 본소청구와 반소청구 사이에 청구원인이 동일하지 아니하더라도 그 발생원인이나 대상 등 주된 부분이 법률상 또는 사실상 공통된 경우

본소의 방어방법과의 상호관련성 있는 경우로 반소청구가 본소의 항변사유와 대상이나 발생원인에 있어서 사실상 또는 법률상 공통성이 있다.
그리고 방어방법과 상호관련된 반소는 그 방어방법이 반소제기시 현실로 제출되고 적법해야 된다.
상호관련성은 사익적 요건이므로 원고가 동의하거나 이의 없이 응소한 경우에는 반소는 적법한 것으로 보며, 이의가 있는 경우 반소를 각하해야 한다.

## 판례
- 소송요건을 구비하여 적법하게 제기된 본소가 그 후에 상대방이 제기한 반소로 인하여 소송요건에 흠결이 생겨 다시 부적법하게 되는 것은 아니므로,원고가 피고에 대하여 손해배상채무의 부존재확인을 구할 이익이 있어 본소로 그 확인을 구하였다면, 피고가 그 후에 그 손해배상채무의 이행을 구하는 반소를 제기하였다 하더라도 그러한 사정만으로 본소청구에 대한 확인의 이익이 소멸하여 본소가 부적법하게 된다고 볼 수는 없다. 민사소송법 제271조는 본소가 취하된 때에는 피고는 원고의 동의 없이 반소를 취하할 수 있다고 규정하고 있고,이에 따라 원고가 반소가 제기되었다는 이유로 본소를 취하한 경우 피고가 일방적으로 반소를 취하함으로써 원고가 당초 추구한 기판력을 취득할 수 없는 사태가 발생할 수 있는 점을 고려하면,위 법리와 같이 반소가 제기되었다는 사정만으로 본소청구에 대한 확인의 이익이 소멸한다고는 볼 수 없다[8]
- 피고의 예비적 반소는 본소청구가 인용될 것을 조건으로 심판을 구하는 것으로서 제1심이 원고의 본소청구를 배척한 이상 피고의 예비적 반소는 제1심의 심판대상이 될 수 없는 것이고, 이와 같이 심판대상이 될 수 없는 소에 대하여 제1심이 판단하였다고 하더라도 그 효력이 없다고 할 것이므로, 피고가 제1심에서 각하된 반소에 대하여 항소를 하지 아니하였다는 사유만으로 이 사건 예비적 반소가 원심의 심판대상으로 될 수 없는 것은 아니라고 할 것이고, 따라서 원심으로서는 원고의 항소를 받아들여 원고의 본소청구를 인용한 이상 피고의 예비적 반소청구를 심판대상으로 삼아 이를 판단하였어야 한다.[9]

## 참고 문헌
- p 715, 박승수, 민사소송법 연습, 2013.